# Sagna (Neamţ)
Sagna é uma comuna romena localizada no distrito de Neamţ, na região de Moldávia. A comuna possui uma área de 58.43 km² e sua população era de 5039 habitantes segundo o censo de 2007.